# Jacques Féréol Mazas
Jacques Féréol Mazas (Lavaud, 1782. szeptember 23. – Bordeaux, 1849. augusztus 26.) francia hegedűművész és zeneszerző, Daniel Auber mestere – hírnevét sem annyira saját művei őrizték meg, mint inkább Auber neki ajánlott hegedűversenye.

## Élete
A Paris Conservatoire-ban Pierre Baillotnál tanult.
1808-ban mutatta be Auber neki komponált hegedűversenyét, majd a következő, csaknem negyed századot többnyire utazgatással töltötte; Európa legkülönbözőbb városaiban koncertezett. 1831-ben Párizsban a Théâtre du Palais-Royal első hegedűse lett, majd nem sokkal később Orléans-ban az Opéra Comique zeneigazgatója. Ezután (1837-41) Cambrai-ban volt a zeneiskola igazgatója.

## Fontosabb művei
- Három trió, op. 18.
- Études brillantes 2, Op. 36. (hegedű zeneórai gyakorlatok)
- Tizenkét kis dutt két hegedűre, op. 38
- Hat duó két hegedűre, op. 39.
- Hat duó brillant két hegedűre, op. 40.
- Hat duó két hegedűre, op. 60.
- Hat nagyon könnyű duó két hegedűre, op. 61.
- Duók két hegedűre, op. 85.
- Zongoratrió(k)
- Duó klarinétra és fagottra
- Le Kiosque (opera, 1842)
- Coxinne au Capitole (opera)
- Mustapha (vígopera)
- két hegedűverseny
- több vonósnégyes